# Łozanowo
Łozanowo lub Lozanovo (maced. Лозаново) – wieś w północno-wschodniej Macedonii Północnej, w gminie Kriwa Pałanka.